# La Barcaccia (programma radiofonico)
La Barcaccia è stato un programma radiofonico in onda su Rai Radio 3, condotto da Enrico Stinchelli e Michele Suozzo.

## La trasmissione
Nata nell'ottobre 1988 con il titolo di Foyer, poi diventata per un triennio Il club dell'opera, e condotta inizialmente in trio con Sandro Rinaldi, è stata una delle trasmissioni più longeve della rete, superando le 6500 puntate. Si rivolgeva in particolar modo agli ascoltatori esperti nell'ambito dell'opera lirica. 
Il suo nome deriva dalla barcaccia teatrale. 
L'ultima puntata è andata in onda il 16 giugno 2023. 
Dal 13 novembre 2023 nella stessa fascia oraria ha trovato spazio un nuovo programma d'opera intitolato "Voci in Barcaccia", con il solo Enrico Stinchelli, dopo l'estromissione di Michele Suozzo, per motivi di "nuova sensibilità e di linguaggio" più adatti ai tempi. 

### Collocazione oraria
Il programma veniva trasmesso dal lunedì al venerdì, dalle 13:00 alle 13:45.

## Programmazione
- Le perle nere, in cui venivano analizzate le gaffes vocali e gli strafalcioni delle opere liriche;
- L'ARIA al microscopio, confronti tra i più grandi interpreti.
- Il karaoke lirico
- le parodie in chiave operistica di Titanic e dell'Odissea
- Tutto il Canto, acuto per acuto
- Henry Suozzer
- Mutiful, sulla vita del Maestro Riccardo Muti.